# Kate Hodge
Kate Hodge (Berkeley, 2 gennaio 1966) è un'attrice e produttrice cinematografica statunitense.

## Biografia
La sua principale attività nel mondo del cinema è quella di interprete e tra i lavori più interessanti la partecipazione nel film Beach Rats (2017) di Eliza Hittman.
Nel 1992 ha recitato nel film Drago d'acciaio affiancando Brandon Lee. Nel 1996 ha inoltre lavorato con Eric Laneuville per la realizzazione del film Pandora's Clock - La Terra è in pericolo dove ha interpretato la parte di Brenda Hopkins.

## Filmografia parziale

### Cinema
- Non aprite quella porta - Parte 3 (Leatherface: Texas Chainsaw Massacre III), regia di Jeff Burr (1990)
- Drago d'acciaio (Rapid Fire) regia di Dwight H. Little (1992)
- L'alieno 2 (The Hidden II) regia di  Seth Pinsker (1994)
- Harold, regia di T. Sean Shannon (2008)
- Beach Rats regia di  Eliza Hittman (2017)

### Televisione
- NCIS - Unità anticrimine (NCIS) - serie TV, episodio 2x02 (2004)
- White Collar - serie TV, episodio 1x09 (2010)

## Doppiatrici italiane
Nelle versioni in italiano delle opere in cui ha recitato, Kate Hodge è stata doppiata da:
- Giò Giò Rapattoni in Non aprite quella porta - Parte 3, Person of Interest
- Cristina Giolitti in Law & Order: Criminal Intent
- Pinella Dragani in White Collar